# Steffen Junghans
Steffen Junghans (* 1963 in Leipzig) ist ein deutscher Fotograf.

## Leben
Aufgewachsen in Leipzig, wurde er nach einer Ausbildung zum Werkzeugmacher 1983 im Januar 1989 ausgebürgert und siedelte nach Westberlin über. 1991 machte er Abitur und arbeitete als Taxifahrer und freier Bildjournalist. Anschließend studierte Junghans 1994–2001 an der Hochschule für Grafik und Buchkunst Leipzig (HGB) in der Klasse künstlerische Fotografie bei Timm Rautert und Philosophie bei Christoph Türcke, 2001 Diplom Bildende Kunst. Atelier in Leipzig.

## Werk / Fotokunst
Junghans arbeitet als künstlerischer Fotograf ausschließlich in analoger Technik. Nach seiner Darstellung ist das die Konsequenz, die sich aus der Verantwortung für das Medium Fotografie ergibt und gleichzeitig der Berührungspunkt zur Realität. Bildstiftende Idee seiner Fotografien ist, dass man das Nicht-Sichtbare in der Fotografie sichtbar machen kann. In Inszenierungen einer scheinbar bekannten Wirklichkeit wird der fotografische Akt erprobt und zugleich die scheinbar vermeintliche Zeugnishaftigkeit des Mediums hinterfragt. Die inszenierten Fotografien helfen zu erkennen, dass das Abbild nicht die Wirklichkeit ist. Es handelt sich nur um Bilder, also um Abbildungen dessen, was wirklich sei in der Konstruktion davon. Das gilt für alle Werkgruppen: „Mitropa“ (1995) / „JVA“ und „JVA-Protokoll“  (gemeinsam mit Fotografin Andrea Seppi) / „Einrichten“ (2001) / „moderne Werkstätten“ (2004) / der Bildfolge „Kapitulation I,II,III“ (2006–2011) und „Die Fotografie ist ein Bild“ (2011). Junghans versteht sich als Lichtbildner. Das Belichten, das Einschreiben von Licht auf ein Negativ als physikalischer Prozess, bedingt, dass eine Spur des Realen erhalten bleibt. Somit ist sein Verständnis von Fotografie kein experimentelles oder narratives, sondern ein Aufzeigen, von dem dann die visuelle Formulierung eines Gedankens ausgeht. Ziel ist, das Ausloten der Möglichkeiten der Fotografie als bildgenerierendes Medium einer Wirklichkeitsabbildung und gleichzeitigen Reflexion.

## Sammlungen
Junghans Arbeiten befinden sich unter anderem in der fotografischen Sammlung des Museum Folkwang Essen, im Museum Goch, der Kunstsammlung der Sparkasse Leipzig,  der Kunstsammlung der Deutschen Bundesbank Frankfurt, der Stiftung Sächsische Gedenkstätten Dresden, der Industrie- und Handelskammer Leipzig, Land Berlin - Bezirksamt Charlottenburg, Zabludowicz Collection, London.

## Ausstellungen
- 2011
wir sind was du sagst mit Hans Aichinger. maerzgalerie. Leipzig
welcome (new) home maerzgalerie. Berlin
Auslöser. Fotografie-Konzepte in Leipzig – eine Auswahl Kunsthalle der Sparkasse Leipzig
- 2010
Krisen & Utopien/4 – Kapitulation (I/II/III) Neuer Kunstverein Wuppertal e.V.
Silent Revolution. Painting and Photography from Leipzig Kerava Art Museum. Kerava. Finnland
Kapitulation (I/II/III) – Neue Fotografien maerzgalerie. Leipzig
The Library of Babel / In and Out of Place Zabludowicz Collection. London
maerzflimmern 99/09 maerzgalerie. Leipzig
- 2009
Kapitulation (II) maerzgalerie. Berlin
maerzflimmern maerzgalerie. Berlin
- 2008
Bas de Cuir maerzgalerie. Leipzig
- 2006
Fotografien Museum Goch. Goch
New Photography from Leipzig Archeus Gallery. London
Kapitulation maerzgalerie. Leipzig
Leipzig und die Fotografie Kunsthalle der Sparkasse. Leipzig
- 2005
The Leipzig Lens Podium Gallery & West Corridor. Glasgow School of Art. Glasgow. Goethe-Institut. London
nützlich, süß, museal – das fotografierte Tier Museum Folkwang. Essen
Ein Glück, dass sie da sind... maerzgalerie. Leipzig

## Auszeichnungen
- 2003 Herbert-Schober-Preis der Deutschen Gesellschaft für Photographie e.V.
- 2002 Bronzemedaille der Leipziger Buchmesse für »JVA - Protokoll« in der Preiskategorie »Schönste Bücher der Welt« der deutschen UNESCO-Kommission
- 1998 1. Preis des Instituts für Buchkunst Leipzig. Fotoprojekt »JVA« mit Co-Autorin Andrea Seppi